# Marin Mandić (političar)
Marin Mandić (Santovo, 12. kolovoza 1943. – 2005.) je bio hrvatski političar, nastavnik, znanstvenik, nakladnik i prevoditelj iz Mađarske.

## Životopis
Rodio se u obitelji šokačkih Hrvata u selu Santovu u jugoistočnoj Mađarskoj. Pučku školu je pohađao u rodnom selu, a srednju u Budimpešti u gimnaziji za južne Slavene. Studirao je na Filozofskom fakultetu Sveučilišta Eötvösa Lóránda, na smjeru hrvatskoga jezika, književnosti i povijesti. Doktorirao je na književnom djelu hrvatskog književnika iz mađarskog dijela Bačke, Ivana Petreša. Posao je našao u Kaćmaru, gdje je radio u manjinskoj školi za južne Slavene. Nakon toga je radio u nakladništvu, gdje je bio odgovornim urednikom za izdanja za hrvatsku manjinu. Naposljetku je radio kao ravnatelj hrvatskoga srednjoškolskog doma u Budimpešti. Umro je 2005. godine.

## Znanstveni rad
Bio je član Znanstvenog zavoda Hrvata u Mađarskoj, gdje se bavio proučavanjem školstva tamošnjih Hrvata, o čemu je napisao veći broj radova. Surađivao je na projektu Leksikon podunavskih Hrvata.
Izbor iz djela:
- Demokratski savez Južnih Slavena u Mađarskoj u periodu od oslobođenja do preokreta
- Hrvati u Budimu i Pešti
- Naša gimnazija
- Neke svojstvenosti našega školstva od oslobođenja do godine preokreta
- Osnivanje i prve godine rada naše gimnazije
- Santovačka hrvatska škola

Bio je jedan od autora koji se bavio malo poznatom, ali značajnom osobom među Hrvatima iz Mađarske, rektorom travničkog sjemeništa Petrom Pančićem. Prireditelj je izdanja Sabrana djela Ivana Petreša i Sabrane pjesme Ante Evetovića Miroljuba. 
Na hrvatski jezik je preveo dvadesetak udžbenika.

## Politički rad
Višegodišnji je suradnik Demokratskog saveza Južnih Slavena, ondašnje krovne organizacije za sve južne Slavene u Mađarskoj. U periodu 1983. – 1990. je bio glavni tajnik te organizacije. Bio je zastupnik za narodnosti u mađarskom Parlamentu. Bio je i članom Prezidija. Djelovao je u Hrvatskoj manjinskoj samoupravi otkako se uvelo manjinski samoupravni sustav u Mađarskoj. Jedinica u kojoj je djelovao je XIV. okrug grada Budimpešte. 

## Nagrade
Dobitnik je odličja "Za budimpeštanske Hrvate - Ivan Antunović", kojeg mu je dodijelila Hrvatska državna samouprava zbog njegovog osobitog doprinosa razvoju društvenog života budimpeštanskih Hrvata.

## Vanjske poveznice
- Radio Subotica  Arhivirana inačica izvorne stranice od 9. ožujka 2016. (Wayback Machine) S predstavljanja V. sveska Leksikona podunavskih Hrvata